# Campeonato Russo de Futebol de 2014–15
O Campeonato Russo de Futebol de 2014-15 foi o vigésimo terceiro torneio desta competição. Participaram dezesseis equipes. O campeão e o vice se classificaram para a Liga dos Campeões da UEFA de 2015–16. O terceiro, o quarto, o quinto e o sexto colocados se classificaram para a Liga Europa da UEFA de 2015–16. Dois clubes caíram e dois foram promovidos diretamente, enquanto duas vagas foram disputadas por um torneio de promoção. Os clubes FC Anji Makhachkala, FC Volga Nijni Novgorod, FC Tom Tomsk e FC Krilia Sovetov Samara foram rebaixados na temporada passada. 

## Participantes
| Equipe           | Cidade           | Região               | No ano anterior                                                          | Estádio                     | Capacidade | Títulos                                           | Participações |
| ---------------- | ---------------- | -------------------- | ------------------------------------------------------------------------ | --------------------------- | ---------- | ------------------------------------------------- | ------------- |
| CSKA Moscou      | Khamovniki       | Moscovo              | Campeão                                                                  | Arena Khimki                | 18.636     | 5 (2003, 2005, 2006, 2012-13, 2013-14)            | 23            |
| Spartak Moscou   | Yuzhnoye Tushino | Moscovo              | Sexto Lugar                                                              | Arena Otkrytie              | 44.000     | 9 (1992, 1993, 1994, 1996,1997, 1998, 1999, 2000) | 23            |
| Dínamo Moscou    | Aeroport         | Moscovo              | Quarto Lugar                                                             | Arena Khimki                | 18.636     | 0 (não possui)                                    | 23            |
| Lokomotiv Moscou | Preobrazhenskoye | Moscovo              | Terceiro Lugar                                                           | Estádio Lokomotiv de Moscou | 30.000     | 2 (2002, 2004)                                    | 23            |
| Zenit            | Petrogrado       | São Petersburgo      | Vice Campeão                                                             | Estádio Petrovsky           | 21.570     | 3 (2007, 2010, 2011-12)                           | 20            |
| Rubin Kazan      | Cazã             | Tartaristão          | Nono Lugar                                                               | Arena Cazã                  | 45.105     | 2 (2008, 2009)                                    | 12            |
| Amkar Perm       | Perm             | Krai de Perm         | Décimo Lugar                                                             | Estádio Zvezda              | 19.500     | 0 (não possui)                                    | 11            |
| Terek Grozny     | Grózni           | Chechênia            | Décimo Segundo Lugar                                                     | Arena Akhmat                | 30.597     | 0 (não possui)                                    | 8             |
| Rostov           | Rostov do Don    | Oblast de Rostov     | Sétimo Lugar                                                             | Estádio Rostselmash         | 15.840     | 0 (não possui)                                    | 21            |
| Kuban Krasnodar  | Krasnodar        | Krai de Krasnodar    | Oitavo Lugar                                                             | Estádio Kuban               | 32.000     | 0 (não possui)                                    | 8             |
| Krasnodar        | Krasnodar        | Krai de Krasnodar    | Quinto Lugar                                                             | Estádio Kuban               | 32.000     | 0 (não possui)                                    | 4             |
| Ural             | Ecaterimburgo    | Oblast de Sverdlovsk | Décimo Primeiro Lugar                                                    | Estádio Central             | 30.000     | 0 (não possui)                                    | 7             |
| Ufa              | Ufa              | Bascortostão         | Acesso pelo Torneio de Promoção                                          | Estádio Dínamo              | 4.500      | 0 (não possui)                                    | 1             |
| Torpedo Moscou   | Ramensky         | Oblast de Moscovo    | Acesso pelo Torneio de Promoção                                          | Estádio Saturn              | 16.800     | 0 (não possui)                                    | 16            |
| Mordovia Saransk | Saransk          | Mordóvia             | Campeão do Campeonato Russo de Futebol de 2013-14 - Segunda Divisão      | Estádio Start               | 11.581     | 0 (não possui)                                    | 2             |
| Arsenal Tula     | Tula             | Oblast de Tula       | Vice Campeão do Campeonato Russo de Futebol de 2013-14 - Segunda Divisão | Estádio Arsenal             | 20.048     | 0 (não possui)                                    | 1             |

## Regulamento
O campeonato é disputado no sistema de pontos corridos em turno e returno em grupo único. Dois são rebaixados diretamente e dois vão para um torneio de promoção, juntamente com o terceiro e o quarto lugar do Campeonato Russo de Futebol de 2014-15 - Segunda Divisão. Neste torneio de promoção, dois são rebaixados e dois são ascendidos para o Campeonato Russo de Futebol de 2015-16.

## Classificação
Atualizada até 30 de maio de 2015.
| Pos | Equipes                  | Pts | J  | V  | E  | D  | GM | GS | SG  | Classificação ou rebaixamento                                |
| --- | ------------------------ | --- | -- | -- | -- | -- | -- | -- | --- | ------------------------------------------------------------ |
| 1.  | FC Zenit São Petersburgo | 67  | 30 | 20 | 7  | 3  | 58 | 17 | +41 | Liga dos Campeões da UEFA de 2015-2016                       |
| 2.  | PFC CSKA Moscou          | 60  | 30 | 19 | 3  | 8  | 67 | 27 | +40 | Rodada de play-off da Liga dos Campeões da UEFA de 2015-2016 |
| 3.  | FC Krasnodar             | 60  | 30 | 17 | 9  | 4  | 52 | 27 | +25 | Liga Europa da UEFA de 2015–16                               |
| 4.  | FC Dinamo Moscovo        | 50  | 30 | 14 | 8  | 8  | 53 | 36 | +17 | Liga Europa da UEFA de 2015–16                               |
| 5.  | FC Rubin Kazan           | 48  | 30 | 13 | 9  | 8  | 39 | 33 | +6  |                                                              |
| 6.  | FC Spartak Moscou        | 44  | 30 | 12 | 8  | 10 | 48 | 48 | 0   |                                                              |
| 7.  | FC Lokomotiv Moscou      | 43  | 30 | 11 | 10 | 9  | 31 | 25 | +6  |                                                              |
| 8.  | FC Mordovia Saransk      | 38  | 30 | 11 | 5  | 14 | 22 | 43 | -21 |                                                              |
| 9.  | FC Terek Grozny          | 37  | 30 | 10 | 7  | 13 | 30 | 30 | 0   |                                                              |
| 10. | Kuban Krasnodar          | 36  | 30 | 8  | 12 | 10 | 32 | 36 | -4  |                                                              |
| 11. | FC Amkar Perm            | 32  | 30 | 8  | 6  | 14 | 25 | 42 | -17 |                                                              |
| 12. | FC Ufa                   | 31  | 30 | 7  | 10 | 13 | 26 | 39 | -13 |                                                              |
| 13. | FC Ural                  | 30  | 30 | 9  | 3  | 18 | 41 | 34 | -13 | Play off de promoção para evitar o rebaixamento              |
| 14. | FC Rostov                | 29  | 30 | 7  | 8  | 15 | 27 | 51 | -24 | Play off de promoção para evitar o rebaixamento              |
| 15. | FC Torpedo Moscou        | 29  | 30 | 6  | 11 | 13 | 28 | 45 | -17 | Rebaixamento a Liga Nacional Russa                           |
| 16. | PFC Arsenal Tula         | 25  | 30 | 7  | 4  | 12 | 20 | 46 | -26 | Rebaixamento a Liga Nacional Russa                           |

## Desempenho por rodada
Clubes que lideraram o campeonato ao final de cada rodada:
| Rodadas | Rodadas | Rodadas | Rodadas | Rodadas | Rodadas | Rodadas | Rodadas | Rodadas | Rodadas | Rodadas | Rodadas | Rodadas | Rodadas | Rodadas | Rodadas | Rodadas | Rodadas | Rodadas | Rodadas | Rodadas | Rodadas | Rodadas | Rodadas | Rodadas | Rodadas | Rodadas | Rodadas | Rodadas | Rodadas |
| ------- | ------- | ------- | ------- | ------- | ------- | ------- | ------- | ------- | ------- | ------- | ------- | ------- | ------- | ------- | ------- | ------- | ------- | ------- | ------- | ------- | ------- | ------- | ------- | ------- | ------- | ------- | ------- | ------- | ------- |
| 1       | 2       | 3       | 4       | 5       | 6       | 7       | 8       | 9       | 10      | 11      | 12      | 13      | 14      | 15      | 16      | 17      | 18      | 19      | 20      | 21      | 22      | 23      | 24      | 25      | 26      | 27      | 28      | 29      | 30      |
| DIN     | ZENIT   | ZENIT   | ZENIT   | ZENIT   | ZENIT   | ZENIT   | ZENIT   | ZENIT   | ZENIT   | ZENIT   | ZENIT   | ZENIT   | ZENIT   | ZENIT   | ZENIT   | ZENIT   | ZENIT   | ZENIT   | ZENIT   | ZENIT   | ZENIT   | ZENIT   | ZENIT   | ZENIT   | ZENIT   | ZENIT   | ZENIT   | ZENIT   | ZENIT   |

## Primeira Fase
A definir

## Torneio de Promoção
A definir

## Campeão
| Campeão Russo de 2014-15 |
| ------------------------ |
| Zenit 4° Título          |